# Campeonato Profesional 1967
Il Campeonato Profesional 1967 fu la 20ª edizione della massima serie del campionato colombiano di calcio, e fu vinta dal Deportivo Cali.

## Avvenimenti
Le partecipanti sono le stesse dell'anno prima; anche il regolamento segue le precedenti edizioni, con 4 turni totali (due di andata e due di ritorno). L'América rimane imbattuta per 22 incontri consecutivi.

## Partecipanti
- América de Cali
- Atlético Bucaramanga
- Atlético Junior
- Atlético Nacional
- Cúcuta Deportivo
- Deportes Quindío
- Deportes Tolima
- Deportivo Cali
- Deportivo Pereira
- Independiente Medellín
- Millonarios
- Once Caldas
- Santa Fe
- Unión Magdalena

## Classifica finale
|                     | Pos. | Squadra                | Pt | G  | V  | N  | P  | GF  | GS  | DR  |
| ------------------- | ---- | ---------------------- | -- | -- | -- | -- | -- | --- | --- | --- |
| Colombia (bandiera) | 1.   | Deportivo Cali         | 73 | 52 | 29 | 15 | 8  | 89  | 48  | +41 |
|                     | 2.   | Millonarios            | 65 | 52 | 26 | 13 | 13 | 109 | 74  | +35 |
|                     | 3.   | América de Cali        | 61 | 52 | 20 | 21 | 11 | 85  | 69  | +16 |
|                     | 4.   | Deportivo Pereira      | 60 | 52 | 19 | 22 | 11 | 88  | 73  | +15 |
|                     | 5.   | Atlético Junior        | 59 | 52 | 24 | 11 | 17 | 80  | 64  | +16 |
|                     | 6.   | Santa Fe               | 53 | 52 | 19 | 15 | 18 | 87  | 79  | +8  |
|                     | 7.   | Deportes Quindío       | 50 | 52 | 16 | 18 | 18 | 79  | 82  | -3  |
|                     | 8.   | Cúcuta Deportivo       | 49 | 52 | 16 | 17 | 19 | 68  | 77  | -9  |
|                     | 9.   | Independiente Medellín | 49 | 52 | 16 | 17 | 19 | 71  | 83  | -12 |
|                     | 10.  | Unión Magdalena        | 47 | 52 | 15 | 17 | 20 | 94  | 96  | -2  |
|                     | 11.  | Atlético Nacional      | 47 | 52 | 14 | 19 | 19 | 75  | 81  | -6  |
|                     | 12.  | Atlético Bucaramanga   | 45 | 52 | 14 | 17 | 21 | 57  | 77  | -20 |
|                     | 13.  | Once Caldas            | 39 | 52 | 13 | 13 | 26 | 77  | 92  | -15 |
|                     | 14.  | Deportes Tolima        | 31 | 52 | 7  | 17 | 28 | 46  | 110 | -64 |

Legenda:
         Campione di Colombia 1967 e qualificato alla Coppa Libertadores 1968
         Qualificato alla Coppa Libertadores 1968
Note:
Due punti a vittoria, uno a pareggio, zero a sconfitta.

## Statistiche

### Primati stagionali
Record
- Maggior numero di vittorie: Deportivo Cali (29)
- Minor numero di sconfitte: Deportivo Cali (8)
- Miglior attacco: Millonarios (109 reti fatte)
- Miglior difesa: Deportivo Cali (48 reti subite)
- Miglior differenza reti: Deportivo Cali (+41)
- Maggior numero di pareggi: Deportivo Pereira (22)
- Minor numero di vittorie: Deportes Tolima (7)
- Maggior numero di sconfitte: Deportes Tolima (28)
- Peggiore attacco: Deportes Tolima (46 reti fatte)
- Peggior difesa: Deportes Tolima (110 reti subite)
- Peggior differenza reti: Deportes Tolima (-64)
- Partita con più reti: Unión Magdalena-Deportivo Pereira 6-4
- Miglior sequenza di partite utili: América (22 gare)[1]

### Classifica marcatori
| Gol |  |  | Giocatore             | Squadra           |
| --- |  |  | --------------------- | ----------------- |
| 38  |  |  | José María Ferrero    | Millonarios       |
| 24  |  |  | Julio Sanlorenzo      | América de Cali   |
| 24  |  |  | Ramón Rodríguez       | Deportivo Pereira |
| 22  |  |  | Fernando Areán        | Millonarios       |
| 20  |  |  | Benicio Ferreyra      | Deportivo Cali    |
| 20  |  |  | Iroldo                | Deportivo Cali    |
| 20  |  |  | Oswaldo Pérez         | Deportivo Cali    |
| 19  |  |  | Walter Sossa          | Cúcuta Deportivo  |
| 18  |  |  | Jorge Ramírez Gallego | Deportivo Cali    |
| 18  |  |  | Jorge González        | Deportivo Pereira |